# 안동송현초등학교
안동송현초등학교(安洞松峴初等學校)는 대한민국 경상북도 안동시에 있는 공립 초등학교이다.

## 학교 연혁
- 1943.06.21 안동향교에서 개교
- 1943.09.10 현 주소지로 이전
- 1985.09.01 병설유치원 개원
- 1996.03.01 안동송현초등학교로 명칭 변경
- 2003.03.01 도 지정 ICT 시범학교 운영('03~'04)
- 2014.02.17 제66회 졸업(졸업생 총 8,708명)
- 2014.03.01 제39대 이맹호 교장 부임
- 2014.03.01 34학급(특수 2학급) 편성

## 참고 자료
- 안동송현초등학교 - 한국교육학술정보원 학교알리미